# Caiçara (distrito de Cruz)
Caiçara é um distrito do município brasileiro de Cruz, na região norte do estado do Ceará.

## História
O primeiro nome do distrito de Caiçara foi Boa Esperança. Com o passar dos tempos a população do lugarejo resolveu colocar um novo nome que se adequasse mais a realidade. Nesse período a localidade era cercada pau-a-pique (denominação que significa etimologicamente Caiçara), palavra frequentemente utilizada pelos seus primeiros habitantes que eram de origem indígena. Seus primeiros habitantes foram: João Pereira, Zé João e Armando Rufino. Com o passar do tempo surgiu na comunidade o Sr. João Ladislau de Paulo Magalhães, um homem de origem humilde, sertanejo dotado de uma inteligência nata e que muito contribuiu para o desenvolvimento de Caiçara.
Como atividades econômicas destaca-se a agricultura de subsitência, a pesca, o artesanato e uma pequena abertura para o comércio local.
Cruz se emancipou e por ser Caiçara a localidade mais antiga passou a ser distrito de Cruz. Em 22/05/1987, pela  lei  estadual  nº  11323 é  criado  o  distrito  de  Caiçara. O distrito de Caiçara é formado por 21 localidades.

## Comunicação
Rádio Marazul FM - 98,7 MHz, rádio comunitária que abrange a sede e localidades vizinhas do distrito. A Rádio Marazul FM foi fundada em 05/06/2010.

## Política
Vereadores da comunidade:
- Raimundo (Raimundão) Brandão de Souza (1997-2016)
- Benedito Edson Pinto (2001-2004)
- Albani Cirilo do Nascimento (2017-2020)